# Exposição Internacional do Centenário da Independência
A Exposição Internacional do Centenário da Independência foi uma exposição realizada no Rio de Janeiro entre 1922 e 1923 em comemoração ao centenário da Independência do Brasil. Teve início no dia 7 de setembro de 1922, dia do centenário do Grito do Ipiranga, e fim previsto para março do ano seguinte, contudo, como algumas construções ficaram prontas posteriormente à inauguração da exposição, seu fim ocorreu em julho de 1923, mês do centenário da Independência do Brasil na Bahia. Foi a maior exposição internacional realizada até hoje em terras brasileiras, tendo sido um grande projeto de modernização, renovação e revitalização da arte e da tecnologia no Brasil. Como parte da exposição, foi inaugurado, em 11 de outubro de 1922, o Museu Histórico Nacional.
O delegado geral do evento foi o político mineiro Antônio Olinto dos Santos Pires.

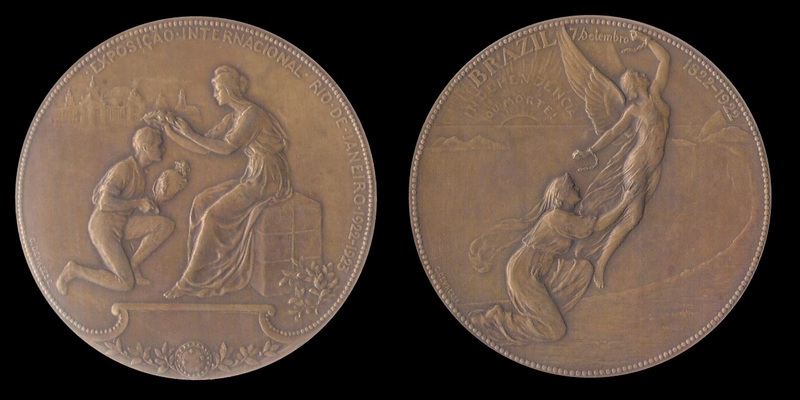
Medalha da Exposição feita por G. Devreese.

## Países participantes

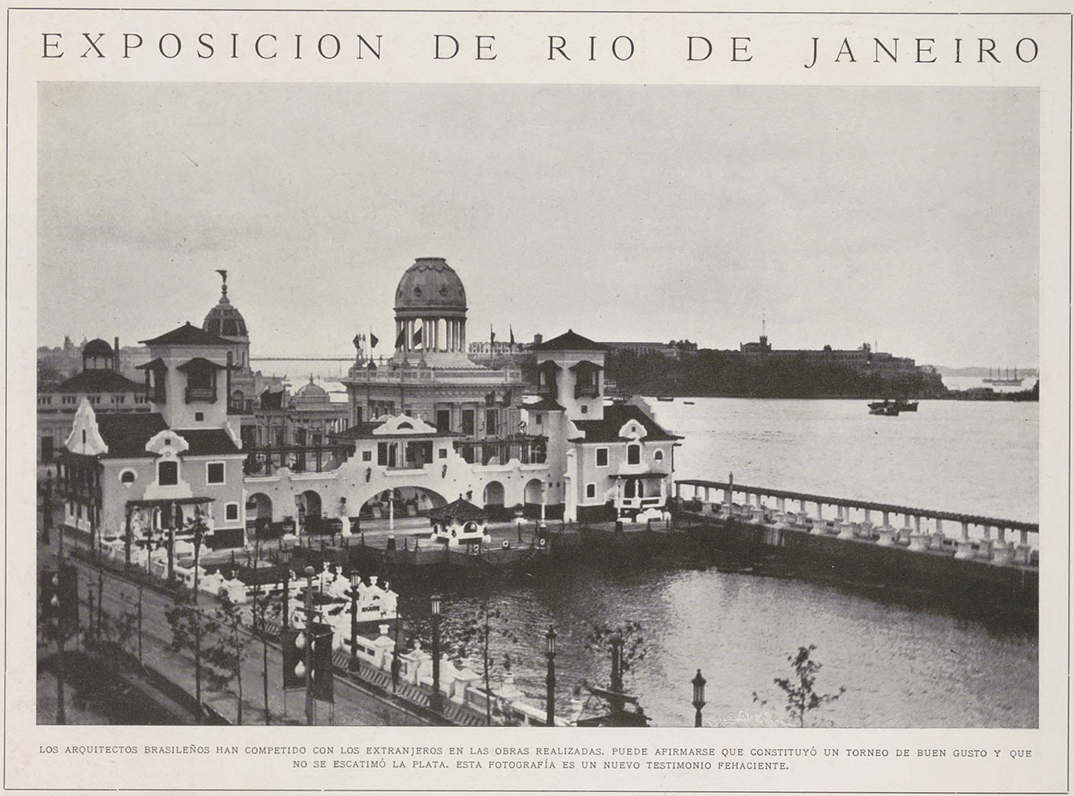
Exposição na revista argentina Plus Ultra de maio de 1923.

Participaram no total 14 países de três continentes. O Brasil teve no total 6 013 expositores, representando todos os estados da federação. No total circularam pela exposição mais de 3 milhões de pessoas.

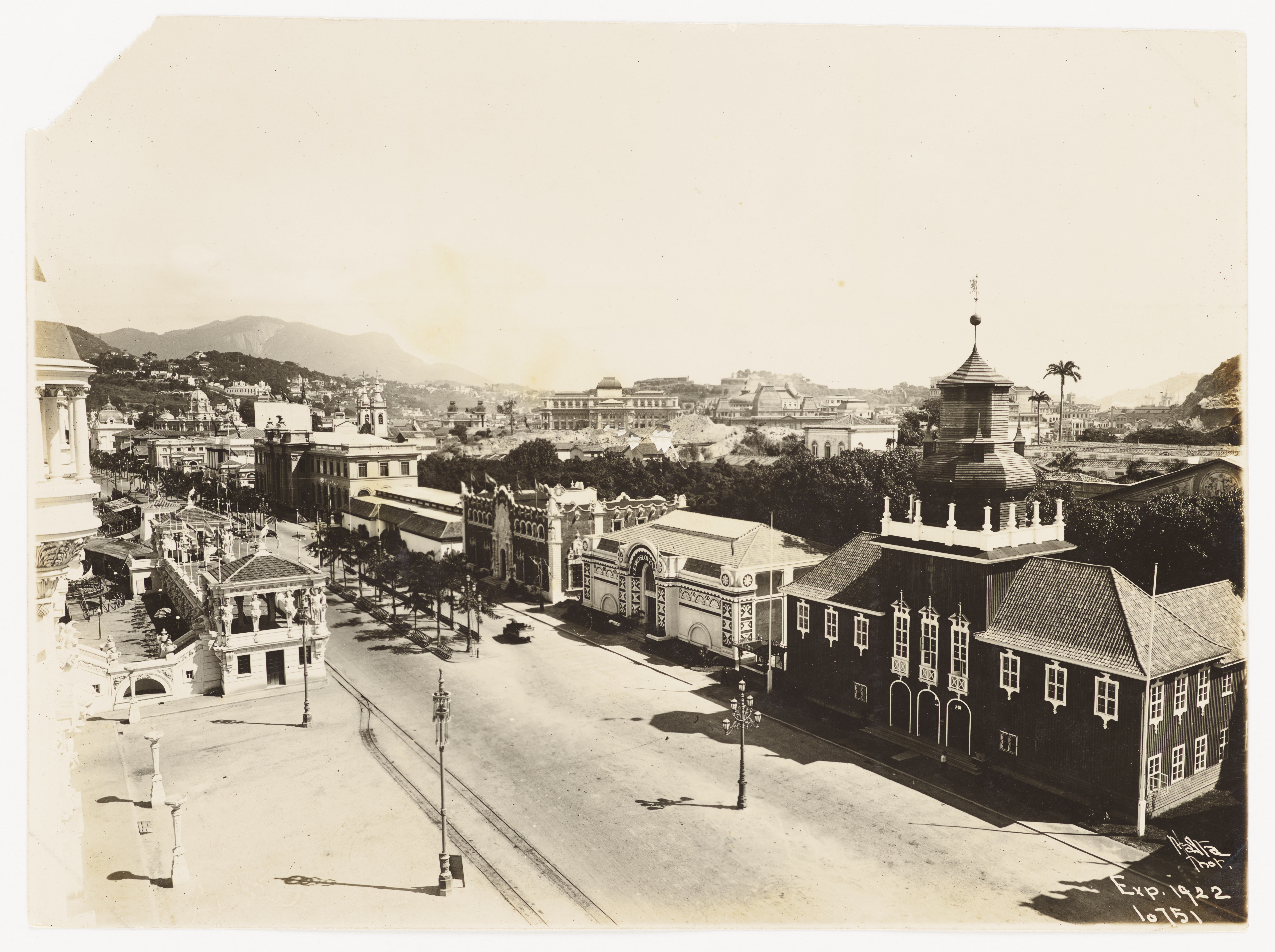
Avenida das Nações, com os Pavilhões dos 13 países.

29 estados e algumas cidades norte-americanas enviaram delegações para a exposição. O governo dos Estados Unidos investiu um milhão de dólares estadunidenses para construir um edifício que posteriormente serviria como sua embaixada, além de outro (que custou 700 mil) para abrigar as delegações de seu país.

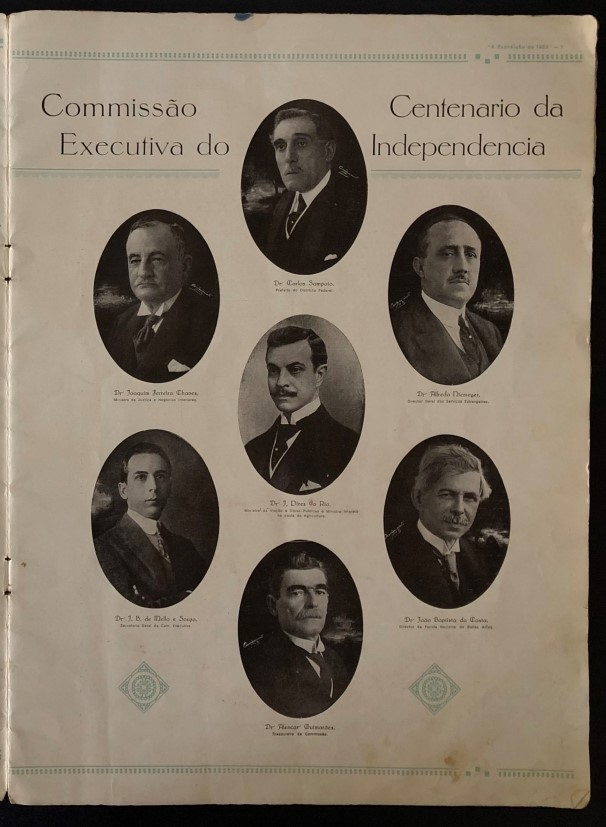
A comissão organizadora.

América
- Argentina
- Brasil
- Estados Unidos da América
- México

Ásia
- Japão

Europa
- Bélgica
- Dinamarca
- França
- Reino Unido
- Itália
- Noruega
- Portugal
- Suécia
- Tchecoslováquia

## Pavilhões

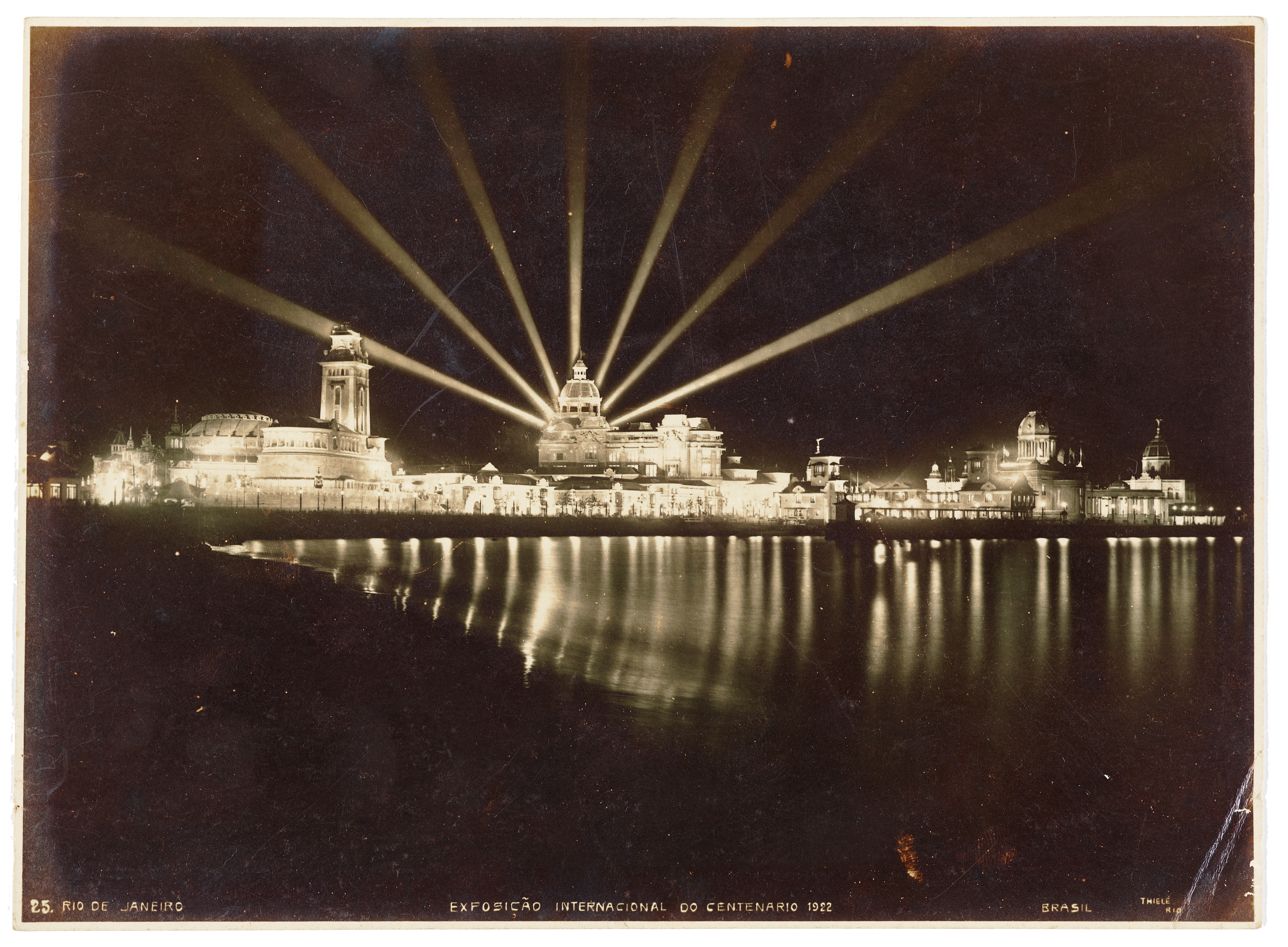
Grande iluminação nos pavilhões, visto da Baía de Guanabara.

Cada país teve seu pavilhão, onde havia uma exposição sobre suas culturas, eles ficavam enfileirados na avenida das Nações (atual avenida Pres. Wilson), no centro do Rio de Janeiro, que havia sido construída para o evento, graças a demolição do Morro do Castelo na região.
Além dos pavilhões de cada um dos 13 países convidados e dos expositores de todos os estados da Federação Brasileira, a exposição contou com os seguintes pavilhões: Pavilhão de Alimentação; Pavilhão de Agricultura e Viação; Pavilhão das Joias; e Pavilhão de Honra de Portugal.